# Zeugophora elongata
Zeugophora elongata is een keversoort uit de familie halstandhaantjes (Megalopodidae). De wetenschappelijke naam van de soort werd in 1998 gepubliceerd door Medvedev.